# Ariño
Ariño es un municipio de España perteneciente a la provincia de Teruel, en la comunidad autónoma de Aragón. Tiene una población de 632 habitantes (INE 2024).

## Toponimia
Ariño es la evolución del latín areneum (arenoso). La palabra ariño se encuentra en otros topónimos de Aragón. Agustín Ubieto Arteta cita un pueblo desaparecido en los Monegros cerca de Sesa llamado Ariño. Hay un barranco de los Ariños, afluente del Cinca, cerca de Graus. El apellido Ariño es muy común en el Bajo Aragón, pero no proviene necesariamente de este pueblo.[cita requerida]

## Geografía
Ariño está situado en el piedemonte de la sierra de Arcos, entre el río Martín y el Escuriza, a 536 m sobre el nivel del mar. Emplazado en la zona noreste de la provincia turolense, en la comarca de Andorra-Sierra de Arcos, limita con tierras de la provincia de Zaragoza.  La extensión de su término municipal es de 82 km². Tiene una temperatura media anual de 13 °C y una precipitación anual de 430 mm.
El término municipal limita con los de Andorra, Alloza, Oliete, Alacón, Albalate del Arzobispo (Bajo Martín) y Muniesa (Cuencas Mineras).
La localidad se divide en cuatro zonas principales. El pueblo en sí, o «casco viejo», situado en la ladera de la montaña, donde se concentra la mayor parte de la población; el «casco nuevo» o «SAMCA», llamado así porque es donde se encuentran las oficinas de la empresa minera de dicho nombre; al pie de la montaña, el llamado «Patrón», la zona más externa entre las minas y la propia localidad, casi sin viviendas y que alberga el Centro de Interpretación de Arte Rupestre Antonio Beltrán, sede del Parque Cultural del Río Martín, además de una zona de naves y polígonos industriales; y «El Calvario», la parte más alta del pueblo donde se encuentra dicho monte. 

## Historia
Se cree que en lo alto de la colina que domina la población, existió un antiguo asentamiento fortificado, que dio lugar al origen de Ariño. Constituyen los vestigios de esta fortaleza las ruinas del castillo, que pudo ser edificado durante la época de dominación musulmana, en torno el siglo XII.
En cualquier caso, la reconquista de Ariño por las tropas cristianas tuvo lugar en torno a 1230. El lugar de Ariño fue otorgado a Don Sancho, obispo de Zaragoza, quedando el término agregado a la Tenencia de Albalate, creada en 1242. La jurisdicción de Ariño quedó retenida, a través de la citada tenencia, por los arzobispos de Zaragoza, permaneciendo así hasta el siglo XIX. No obstante, en el siglo anterior Ariño se había separado de la tenencia de Albalate, momento en el que se comenzó a usar el escudo propio. El símbolo incluye como blasón el cordero místico, emblema heráldico de la zona de la Seo de Zaragoza, de cuyo cuerpo canónico dependió, a la vez que del prelado. El blasón familiar de los Ariño está igualmente presente en el escudo, antiguamente señores de la localidad; el más conocido de sus símbolos lo conforman tres lobos paseantes de Sable.
Pascual Madoz, en su Diccionario geográfico-estadístico-histórico de España y sus posesiones de Ultramar de 1845, refiere que Ariño:

Cuenta 300 casas de 2 pisos... [que] forman varias calles bien empedradas y limpias, y 1 plaza de figura ovalada con 50 varas de longitud... en él se encuentran algunas fuentes de buenas y saludables aguas, y á 1/2 hora del pueblo, las hay minerales formando baños muy específicos para las enfermedades cutáneas.

La historia contemporánea de Ariño ha estado marcada económica y socialmente por la actividad minera, desde que en 1914 se abriera el primer pozo, bautizado con el nombre de «Santa María». Como ejemplo de ello cabe mencionar la urbanización de la zona denominada «Secano Cuartana», en la parte baja de la ladera, que dio lugar al poblado minero; en los dos extremos de este poblado hay dos plazas llamadas Plaza de la Minería y Plaza del Carbón.
Joaquín Ascaso, presidente del Consejo Regional de Defensa de Aragón, habla ampliamente en su libro de memorias de esta localidad, citándola como ejemplo de municipio donde se desarrolló con mayor éxito el programa económico y social del comunismo libertario durante la Guerra Civil defendido por los anarquistas.

## Demografía
Ariño cuenta con una población de 632 habitantes (INE 2024).
| Gráfica de evolución demográfica de Ariño entre 1842 y 2021                                                         |
| |
| Población de derecho según los censos de población del INE Población de hecho según los censos de población del INE |

La población de Ariño alcanzó su máximo, 1656 habitantes, durante la década de 1950. Varios factores favorecieron este hecho, entre los que cabe destacar la prosperidad de las cuencas mineras, que demandaban mano de obra, y el final de la guerra civil, con el consiguiente regreso de los soldados. Posteriormente su población disminuyó hasta los 817 habitantes en 2001, número que tras algunos años de recesión creció nuevamente debido a la llegada de población inmigrante como mano de obra en sus minas de carbón, y a la atracción turística que suponen sus balnearios de aguas termales.

## Economía

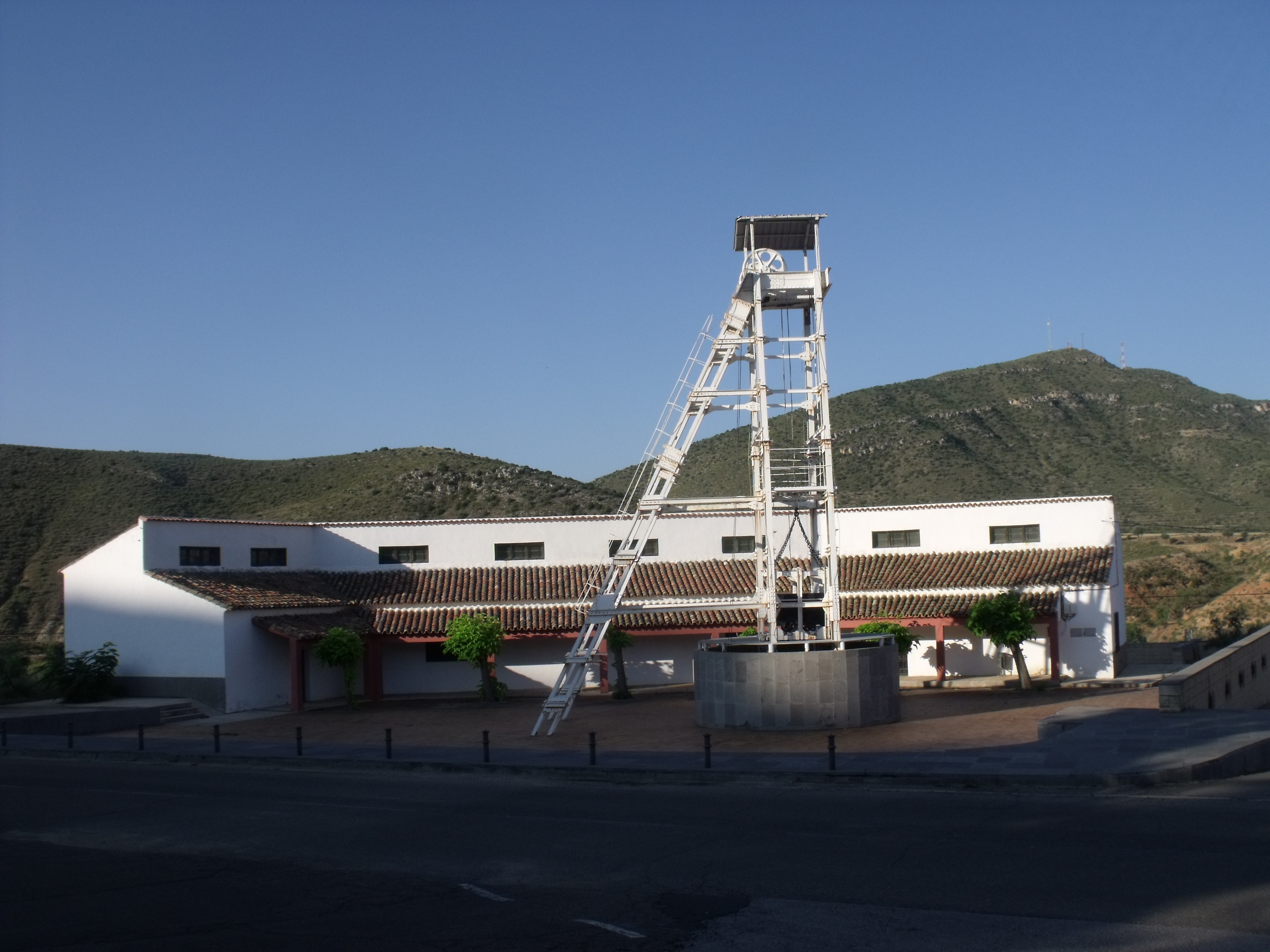
Castillete minero de la localidad

La localidad de Ariño destaca por su especialización en el sector extractivo; en 2001, casi el 60% de la población desempeñaba su labor profesional dentro de este sector.La minería y el carbón, al igual que en otros pueblos de la zona, monopolizaron el sector económico durante muchos años. De hecho, Ariño constituye la segunda mayor reserva de lignito de España y una de las mayores de Europa. Desde 1940, la actividad minera dependió de la Sociedad Anónima Minera Catalano-Aragonesa (SAMCA). A partir de la década de 1980, el sector dejó paso a las explotaciones a cielo abierto y a la arcilla.
Por su parte, la agricultura no ha sido nunca de gran relevancia en el municipio. En cambio, sí es significativo el sector apícola; la miel de romero de la zona es importante para la economía de la localidad.
En los últimos tiempos la actividad económica se ha desplazado hacia la industria y los servicios.
Ariño cuenta con dos polígonos industriales, el de Peña Negra y el de Tiro del Bolo.

## Administración y política
| Período             | Alcalde                                        | Partido     |  |
| ------------------- | ---------------------------------------------- | ----------- |  |
| 1979-1981 1981-1983 | Antonio Abad Gimeno Francisco Villagrasa López | PSOE        |  |
| 1979-1981 1981-1983 | Antonio Abad Gimeno Francisco Villagrasa López | PSOE        |  |
| 1983-1987           | Francisco Villagrasa López                     | PSOE        |  |
| 1987-1991           | Francisco Villagrasa López                     | PSOE        |  |
| 1991-1995           | Francisco Villagrasa López                     | PSOE        |  |
| 1995-1999           | Francisco Villagrasa López                     | PSOE        |  |
| 1999-2003           | Carlos Clavero                                 | PP          |  |
| 2003-2007           | Carlos Clavero                                 | PP          |  |
| 2007-2011           | Joaquín Noé Serrano                            | PSOE-Aragón |  |
| 2011-2015           | Joaquín Noé Serrano                            | PSOE-Aragón |  |
| 2015- 2019          | Joaquín Noé Serrano                            | PSOE-Aragón |  |
| 2019-               | Joaquín Noé Serrano                            | PSOE-Aragón |  |

| Partido político    | Partido político                                   | 2003   | 2007   | 2011   | 2015   | 2019   |
| Partido político    | Partido político                                   | Ediles | Ediles | Ediles | Ediles | Ediles |
|                     | Partido de los Socialistas de Aragón (PSOE-Aragón) | 3      | 4      | 4      | 4      | 4      |
|                     | Partido Popular de Aragón (PP)                     | 4      | 3      | 3      | 3      | —      |
|                     | Partido Aragonés (PAR)                             | —      | —      | —      | —      | —      |
|                     | Ciudadanos (CS)                                    | —      | —      | —      | —      | 3      |
| Total de concejales | Total de concejales                                | 7      | 7      | 7      | 7      | 7      |

## Patrimonio

### Patrimonio arquitectónico

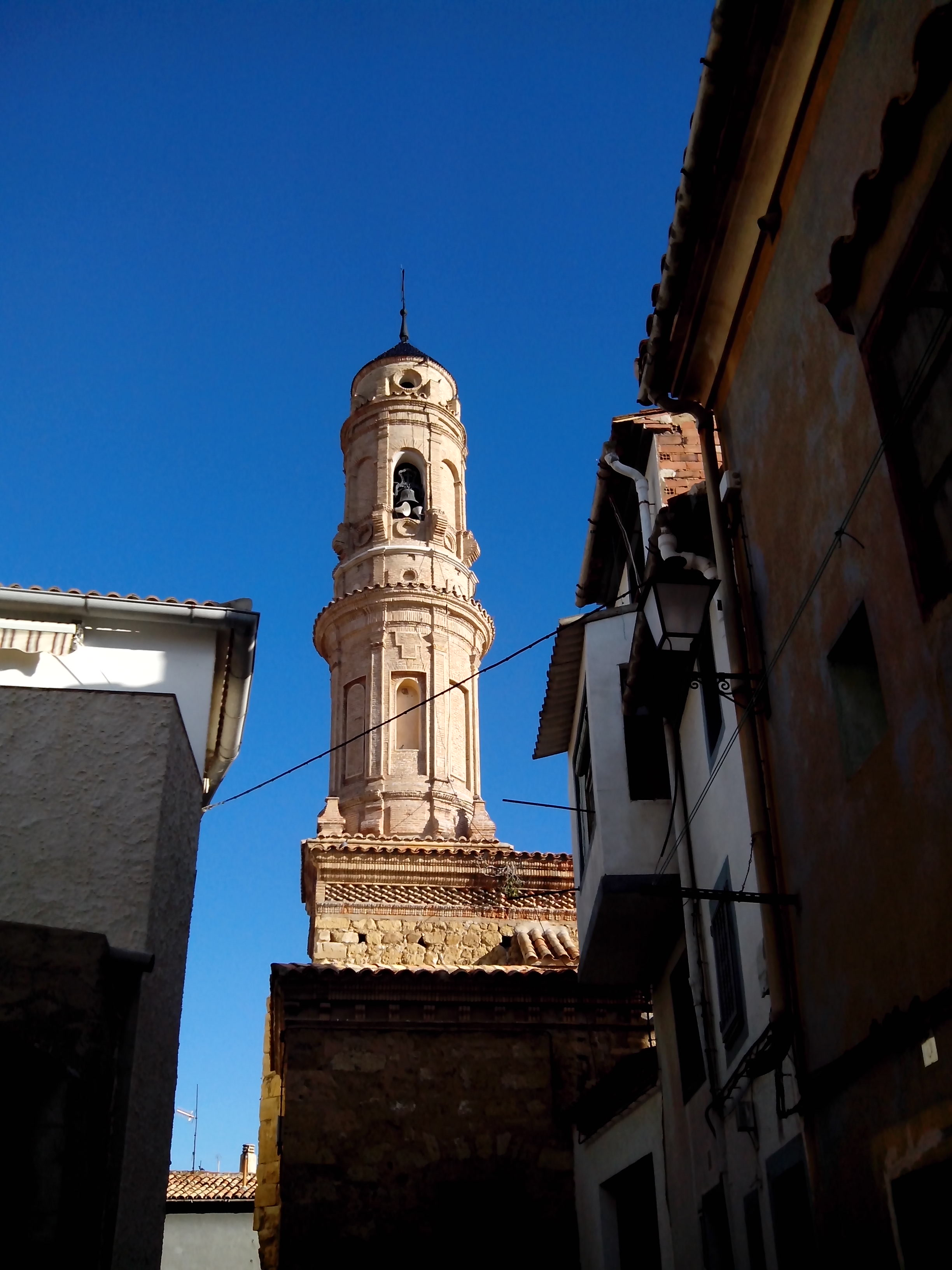
Torre campanario de la iglesia del Salvador.

Del antiguo castillo de Ariño, apenas se conserva un muro de mampostería al que se adosa una vivienda que parece haber reutilizado parte del antiguo muro. Muy cerca de allí se emplaza la primitiva ermita del Pilar, de estilo románico —siglo XII—, de la cual se conserva la puerta de ingreso.
La iglesia de El Salvador es un edificio del siglo XVIII en mampostería y ladrillo. Consta de tres naves cubiertas con bóveda de cañón con lunetos. La torre de la iglesia, de estilo barroco, posee los cuerpos superiores octogonales, si bien parece cilíndrica gracias al uso de entablamentos circulares, lo que hace que sea singular y única en la provincia. Asimismo, llama la atención su acusada inclinación, debida a una cesión que se produjo hace unos cien años. Por su parte, el interior del templo conserva su decoración rococó así como el sepulcro de un caballero de la Orden de Malta pese haber sido expoliado durante la guerra civil española. 
Otro edificio religioso, la ermita de Santa Bárbara, está fabricada en ladrillo; posee una nave cubierta con bóveda de medio cañón con lunetos y su cabecera es poligonal. También fue saqueada y destruida durante la guerra civil, siendo posteriormente restaurada en la década de 1940 por la empresa minera SAMCA. 
Dentro de la arquitectura civil, hay que reseñar las ruinas del acueducto de Nuestra Señora de los Arcos, situadas en la margen izquierda del río Martín, junto al puente colgante y al molino del Soto.

### Patrimonio cultural
La localidad cuenta con un centro de interpretación de arte rupestre. En él se exponen reproducciones de las pinturas prehistóricas localizadas en diferentes abrigos, muchos de ellos de difícil acceso, pertenecientes al parque cultural del Río Martín. Se ubica en el antiguo colegio construido por la empresa SAMCA. El espacio museístico consta de diferentes salas donde se muestran fotografías y calcos, a escala real, de las pinturas rupestres del parque, declaradas Patrimonio de la Humanidad.

### Patrimonio paleontológico
Se ha encontrado bajo la zona minera una capa fosilífera muy importante, con restos, entre otros vertebrados, de dinosaurios. La edad del yacimiento es del Albiense, hace entre 112,0 y 99,6 millones de años. Podría tratarse del yacimiento más importante de Europa de ese período.
Se han recuperado al menos 348 huesos de seis diferentes individuos de tamaños distintos.
Entre el material recuperado, se encuentran tres cráneos, dientes aislados, huesos de las extremidades y vértebras. En particular, se han descubierto los restos de una nueva especie de dinosaurio —Proa valdearinnoensis—, un inusual iguanodóntido basal, cuyo rasgo más singular es su exclusivo predentario («pico»).

## Fiestas y eventos
- Ariño participa activamente en todos los actos de la Semana Santa. Se encuentran dos principales grupos de tambores y bombos en la localidad: la Cofradía de Jesús Nazareno, fundada en el año 1991, de hábito y túnica granates, que junto a Alloza, Muniesa y Berge forma parte de la agrupación Tamboas; y la Asociación de Exaltación de la Pasión de Cristo, creada en 1996, de hábito y túnica negra.
- Lunes y domingo de Cuasimodo (segundo lunes y segundo domingo después de Pascua), se lleva a cabo una romería a la Ermita de la Virgen de Arcos.
- El festival «Repecho Rock» tiene lugar a principios de agosto. Su finalidad es dar proyección a grupos que se inician en el mundo de la expresión musical y promover su edición discográfica.[13]
- Las fiestas patronales de la localidad, en honor a San Roque, se celebran entre la segunda y tercera semana de agosto, coincidiendo con la fiesta de la Asunción.[14]
- La festividad de Santa Bárbara, patrona de los mineros, tiene lugar el 4 de diciembre. La devoción a esta santa comenzó a partir de los primeros años del siglo XX.